# 南美六絲鯰
南美六絲鯰為輻鰭魚綱鯰形目海鯰科六絲鯰屬的其中一種，該物種主要分布於南美洲秘魯及厄瓜多的淡水流域，棲息在底層水域，生活習性不明。

## 擴展閱讀
維基物種上的相關：南美六絲鯰